# Castillo San Luis del Alba de Cruces
El Castillo San Luis del Alba de Cruces, también llamado Fuerte San Luis del Alba de Cruces es un monumento histórico ubicado en la comuna de Mariquina, Región de Los Ríos, Chile. Se encuentra frente al río Cruces, entre las localidades de Cuyinhue e Iñipulli, a 21 km de la capital comunal, San José de la Mariquina; así, es la única de las fortificaciones más importantes de Valdivia que se encuentra alejada del estuario del río Valdivia, a unos 50 km de la capital regional.

## Toponimia
Al igual que su homónimo Castillo de San Luis de Alba de Amargos, el nombre San Luis del Alba se debe al virreinato de Luis Enríquez de Guzmán, quien fuera conde de Alba de Liste.. Naturalmente de Cruces hace referencia a su emplazamiento en el río Cruces. En un documento de 1658 es llamado "Fuerte de San Luis de Alba de las Cruces", mientras que en otro de 1729 ya es llamado "Castillo de San Luis de Alba de Cruces".

## Historia
La fortificación fue construida el XVII en fecha desconocida, probablemente entre 1655 y 1661 bajo el mandato del conde del Alba de Liste. Es notable que haya poseído rango de castillo a pesar de su simplicidad y reducidas dimensiones, sin embargo esto se explica por la importancia estratégica de la fortificación y, por consiguiente, la conveniencia de que fuera mandado por un castellano, el cual debía tener el rango de capitán..
Barros Arana relata en su Historia General que el maestre de campo Juan de Salazar, ante la sublevación indígena,

hizo destruir el fuerte de la Mariquina y otro denominado de las Cruces, que había más adelante, y siguió su marcha precipitada hacia la plaza de Valdivia.

en el marco del levantamiento mapuche de 1655.
Ya el año 1749 la fortificación contaba con una dotación de 44 personas, y el castillo había formado una zona poblada a su alrededor, la cual contaba con once edificios reales y 17 casas, con un total de 145 españoles.
En 1820, tras la independencia, el gobernador de Valdivia, Cayetano Letelier, se dispone a inspeccionar la zona de Mariquina aplastar la resistencia realista articulada en montoneras, una de las cuales se guarecía en la Misión de San José. Previo a su llegada, en marzo, es enviado el Lengua General Bernardo Montesinos, el cual fue emboscado junto a su comitiva por los realistas y resultó muerto cerca del castillo. La montonera principal, liderada por Andrés Palacios, ataca y destruye el castillo el 11 de febrero de 1822, matando a su comandante, quedando el castillo relegado a un simple fortín.
Tras el Terremoto de Valdivia de 1837 se destruye la capilla y otras construcciones.
Fue adquirido por el Gobierno Regional de Los Ríos el año 2011 por una suma de 25 millones de pesos chilenos para su posterior restauración.